# Hexacola websteri
Hexacola websteri är en stekelart som först beskrevs av Crawford 1915.  Hexacola websteri ingår i släktet Hexacola och familjen glattsteklar. Inga underarter finns listade i Catalogue of Life.